# Ютунги
Ютунги (лат. Jutungi, Iuthungi, греч. Ίουϑοδγγοι) — предположительно, германское племя, в III в. жившее на левом берегу Дуная, в IV веке на территории современной Баварии. В выступлениях против Римской империи действовали вместе с аламаннами.

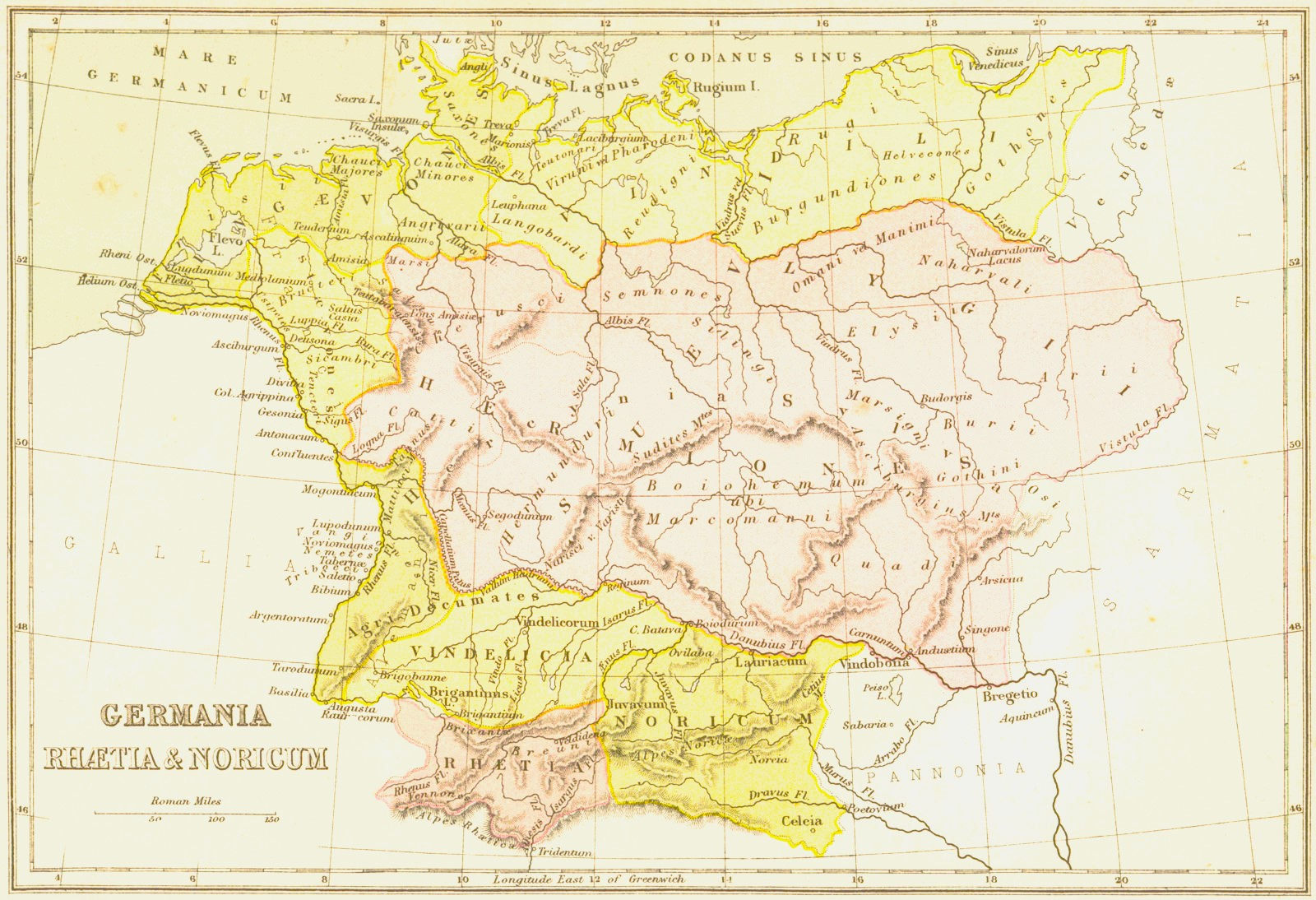
Карта Реции и Норика

## Происхождение
Хотя германское происхождение этих племен до сих пор остаётся спорным, надпись на Аугсбургском алтаре победы (260 год) ставит знак равенства между ютунгами и семнонами, а Аммиан Марцеллин прямо называет их «племенем аламаннов». Рудольф Мухубедительно показывает, что они относились к общности свевов. 

## История
После поражения под Аугсбургом во время возвращения из Италии ютунги вторично вторгались туда в 271 году, одержав победу над римлянами в битве при Плаценции, однако императору Аврелиану удалось остановить их при Фано, у реки Метавр. Из слов Дексиппа, вложенных им в уста ютунгских послов и обращённых к императору Аврелиану: «вместе с вашей военной силой отражали тех, которые производили на вас нападения», следует, что ютунги до этого находились с империей в союзнических отношениях. Из речи послов также следует, что римляне в недавнем прошлом выплачивали ютунгам серебро и золото в монетах и слитках.
В Laterculus Veronensis их имя стоит в перечислении народов, подвластных римскому императору, что, очевидно, объясняют упоминания Аммианом Марцеллином договоров, заключённых между империей и ютунгами. 
В правление императора Констанция около 356 года ютунги напали на Рецию, захватив при этом лагерь Кастра Регина, располагавшийся примерно на месте современного Регенсбурга: «в тревожных обстоятельствах, - пишет Аммиан, - пограничное с Италией племя аламаннов ютунги, позабыв о мире и договорах, которых они добились усиленными просьбами, стало производить страшные опустошения в Рэции, и притом столь нагло, что, вопреки обыкновению, пытались осаждать города. Для их отражения отправлен был с сильным отрядом Барбацион, возведённый в сан магистра пехоты на место Сильвана, человек малоэнергичный, но мастер говорить. Сумев сильно поднять дух солдат, он истребил большую часть вторгшихся варваров» (перевод А.И. Сонни и Ю. А.Кулаковского) (XVII, 6).
Предполагается, что остатки ютунгов и аламаннов поселились в этом районе и стали частью более позднего германского населения Баварии.

## Значение имени
Мух также считал, что этот народ считал себя избранной, социально привилегированной группой (Дексипп употребляет словосочетание «чистые юфтунги»). «Поэтому, - писал Мух, - названия Juthungi и Alamanni следует понимать по отношению друг к другу как обозначения более узкого и более широкого круга». Возможно, полагал этот исследователь, название ютунгов может намекать на такой институт древности, как «священная весна». «Представление о ver sacrum (священная весна), когда племя посылает свою молодёжь на поиски земель, разумеется, не является вымыслом, - отмечает Хервиг Вольфрам. - Не подлежит сомнению и то, что племенная экономика являлась дефицитной». 